# Бенедикт Курипечич
Бенедикт Курипечич (1491—1531; њем. Benedict Curipeschitz von Obernburg), уз могуће варијанте изговора Бенедикт Курипешић или Бенедикт Курипешиц, био је дипломата из 16. вијека који је забиљежио српску епску народну пјесму о Милошу Обилићу.
Курипечич је рођен у Горњем Граду, тада у Светом римском царству, данас у Словенији. Ушао је у дипломатску службу Светог римског царства и службовао је у Москви и Истанбулу. Његови радови обухватају записе о његовом путовању кроз Србију 1530. године (Itinerarium Wegraijsz. Kü. Maj. potschafft gen Constantinopel zu dem türkischen Kayser Soleyman Anno xxx.), када је путовао у Истанбул као преводилац у служби цара Фердинанда. Његови записи описују сеобу народа из Србије у Босну 1530. године. Тако, на пример, 1513. Курипешић је у „Краљевини Босни” нашао „три народности и три вјере. Први су стари Бошњаци…, други су Срби (Surffen) које зову Власи… и ови долазе из Смедерева и Биограда а вјере су св. Павла…, трећи су народ прави Турци”.
У свом раду забиљежио је неке легенде о Косовској бици и спомињање епских пјесама о Милошу Обилићу у области далеко од Косова, као што су Босна и Хрватска. Према његовим записима, Османско царство изгубило је битку. Путовао је кроз Косово и записао пјесме о херојски дјелима Милоша Обилића и његову неоправдану клетву.